# Nixie (drone)
Pour les articles homonymes, voir Nixie.

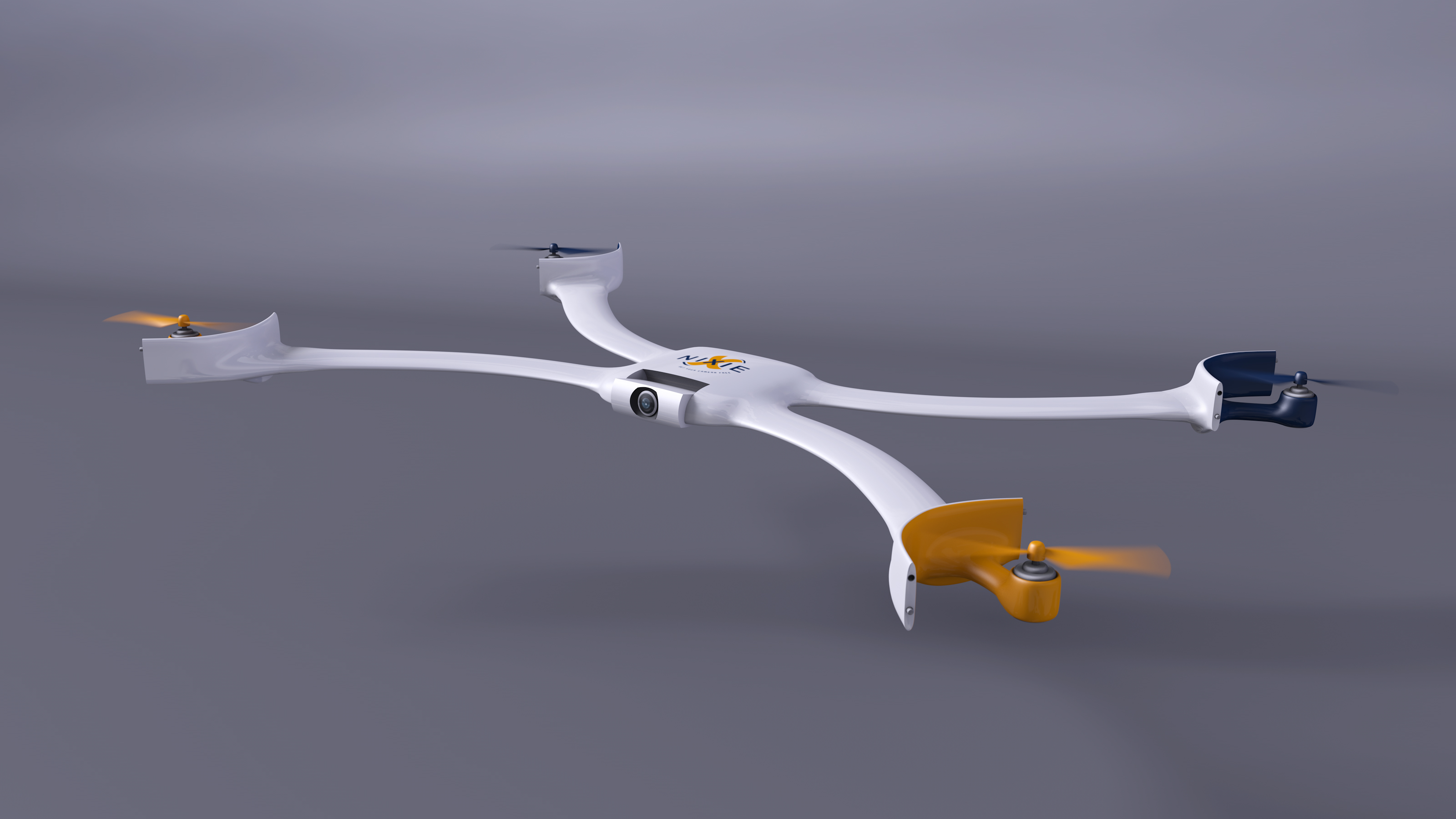
Nixie.

Nixie est un petit drone équipé d'une caméra. Lorsque le drone est inactif, il se porte au poignet à l'instar d'une montre. Une fois activé, il se transforme en quadrirotor.